# James Van Fleet

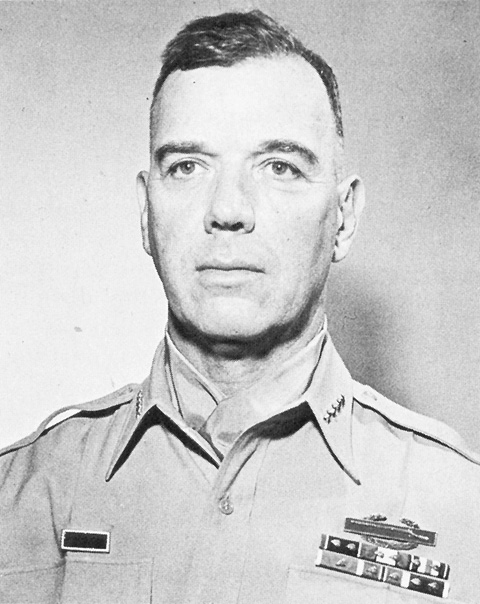
James A. Van Fleet

General James Alward Van Fleet (19 de março de 1892 – 23 de setembro de 1992) foi um oficial do Exército dos Estados Unidos que serviu durante a Primeira Guerra Mundial, Segunda Guerra Mundial e Guerra da Coreia. Van Fleet nasceu em Nova Jérsei, cresceu na Flórida e formou-se na Academia Militar dos Estados Unidos. Atuou como comandante de regimento, divisão e corpo de exército durante a Segunda Guerra Mundial, e como general de comando das forças do Exército dos Estados Unidos e outras forças das Nações Unidas durante a Guerra da Coreia.

## Início da vida e educação

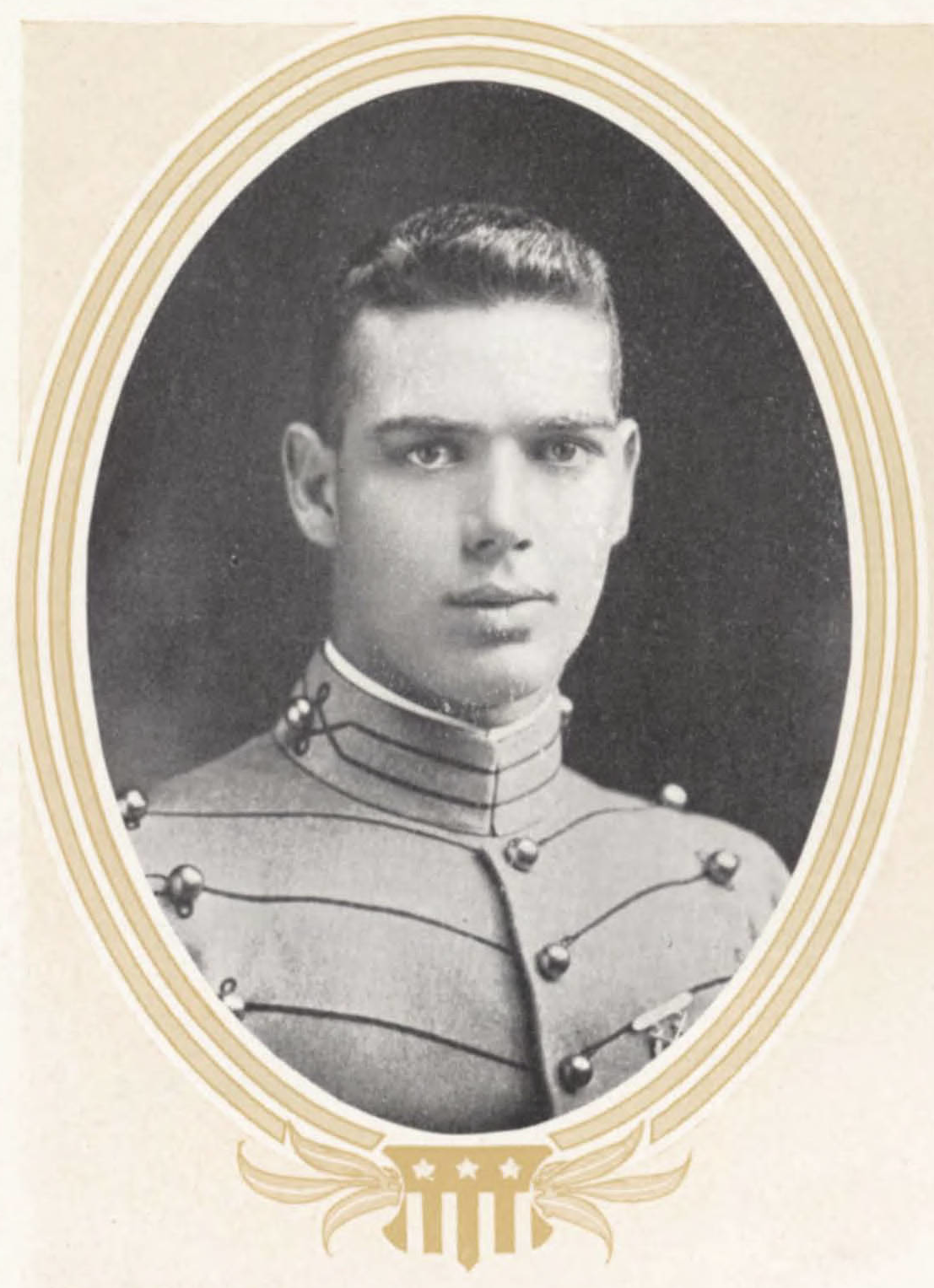
Van Fleet em West Point, 1915

James Van Fleet nasceu na região de Coytesville, em Fort Lee, Nova Jérsei. Sua família mudou-se para a Flórida quando ele ainda era bebê, e foi nesse estado que cresceu. Van Fleet cursou o ensino médio no Instituto Summerlin em Bartow.

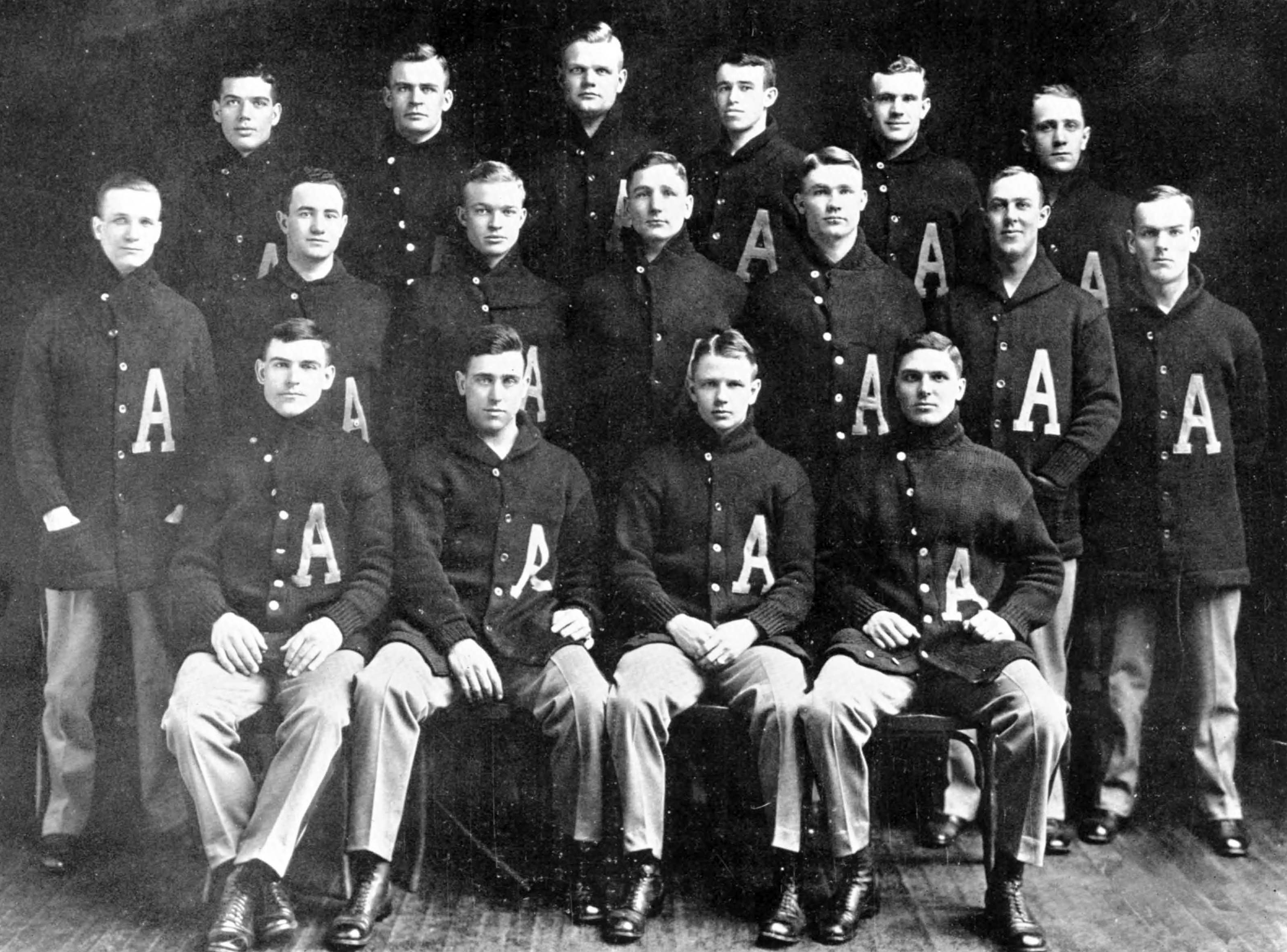
Foto dos atletas de West Point em 1915. Van Fleet está na última fileira, no canto esquerdo.

Após se formar no Summerlin em 1911, Van Fleet recebeu uma nomeação para a Academia Militar dos Estados Unidos em West Point, Nova Iorque. Durante sua estadia em West Point, foi membro do time de futebol americano do Exército, sendo destaque como fullback no time invicto de 1914.
Van Fleet graduou-se na famosa Turma de 1915 de West Point, conhecida como "a turma em que caíram as estrelas" (em referência às estrelas dos generais). Entre seus colegas estavam Dwight D. Eisenhower e Omar Bradley, entre muitos outros.

## Carreira

### Início da carreira
Após sua graduação, Van Fleet foi comissionado como segundo-tenente na Infantaria do Exército dos Estados Unidos. Ele foi designado para uma companhia do 3º Regimento de Infantaria em Plattsburgh, Nova Iorque, onde serviu de 12 de setembro a 1º de outubro de 1915.
Depois disso, serviu nos Madison Barracks, em Sackets Harbor, até 11 de maio de 1916. Em seguida, o 3º Regimento foi transferido para Eagle Pass, Texas, para atuar na fronteira com o México, onde permaneceu até 8 de outubro de 1917, mais de seis meses após a entrada dos Estados Unidos na Primeira Guerra Mundial.
Durante seu tempo no Texas, Van Fleet foi promovido duas vezes: a primeiro-tenente em 1º de julho de 1916 e a capitão em 15 de maio de 1917.
Van Fleet foi então transferido para Fort Leavenworth, no Kansas, onde atuou como instrutor de oficiais provisórios de 10 de outubro de 1917 a 22 de março de 1918. Depois, comandou o Destacamento nº 2 das Escolas de Serviço do Exército até 6 de abril de 1918. Também inspecionou o 7º Regimento de Infantaria da Guarda Nacional do Missouri, em Kansas City, de 1º a 5 de abril.
Entre abril e julho de 1918, comandou uma companhia do 16º Batalhão de Metralhadoras em diversos acampamentos: Camp Forrest (Geórgia), Camp Wadsworth (Carolina do Sul) e Camp Mills (Nova Iorque). Em 17 de junho de 1918, recebeu uma promoção temporária a major.
Van Fleet foi enviado então para a Frente Ocidental, na França, onde comandou o 17º Batalhão de Metralhadoras, parte da 6ª Divisão. Serviu de 12 de setembro de 1918 a 11 de junho de 1919. Foi ferido em combate durante a Ofensiva Meuse–Argonne em 4 de novembro de 1918, apenas sete dias antes do armistício com a Alemanha.

### Período entre guerras
Após a guerra, Van Fleet foi reduzido ao posto permanente de capitão em 1922 e promovido a major no Exército Regular em dezembro de 1924. Enquanto servia como oficial superior do programa de Corpo de Treinamento de Oficiais da Reserva (ROTC) da Universidade da Flórida, Van Fleet também atuou como técnico principal do time de futebol americano dos Florida Gators em 1923 e 1924, após um ano como assistente de William G. Kline. Ele levou os Gators a um reconhecimento nacional com um recorde de 12 vitórias, 3 empates e 4 derrotas (.737).
Entre 1924 e 1927, foi designado para o Camp Galliard, na Zona do Canal do Panamá, onde comandou o 1º Batalhão do 42º Regimento de Infantaria. Em seguida, foi transferido para a Escola de Infantaria em Fort Benning, Geórgia, onde serviu como instrutor de abril de 1927 a setembro de 1928 e como aluno do Curso Avançado de setembro de 1928 a junho de 1929. Também foi técnico principal do time de futebol americano do quartel.
Van Fleet retornou à Universidade da Flórida como professor de Ciência Militar e Tática de julho de 1929 a junho de 1933.
De julho de 1933 a julho de 1935, serviu em Fort Williams, em Cape Elizabeth, Maine, como comandante do 2º Batalhão do 5º Regimento de Infantaria e também como oficial executivo do posto. Durante essa missão, supervisionou a construção de um lago para patos no canto noroeste do campo de parada.
Diferentemente da maioria dos oficiais que alcançaram altos comandos nos anos seguintes, Van Fleet nunca frequentou nem o Colégio de Comando e Estado-Maior do Exército dos Estados Unidos nem o Colégio de Guerra do Exército dos Estados Unidos durante sua carreira militar.

### Segunda Guerra Mundial
Van Fleet comandou o 8º Regimento de Infantaria (parte da 4ª Divisão de Infantaria) por três anos, de julho de 1941 a julho de 1944. Ele liderou a unidade em combate na Europa durante a Segunda Guerra Mundial, participando do Dia D na Praia Utah, em junho de 1944. Na Praia Utah, Van Fleet destacou-se por sua liderança em combate e recebeu sua primeira Distinguished Service Cross (DSC).
Apesar de ser amplamente considerado um oficial excepcional, sua promoção foi inicialmente bloqueada porque o Chefe do Estado-Maior do Exército, general George C. Marshall, que costumava confundir nomes, erroneamente associou Van Fleet a um oficial alcoólatra conhecido com nome semelhante. Quando o general Dwight D. Eisenhower, colega de turma de Van Fleet em West Point e então Comandante Supremo Aliado na Europa Ocidental, alertou Marshall sobre o engano, Van Fleet foi rapidamente promovido a comandos divisionais e de corpo de exército.
Após ser promovido a general de brigada em agosto de 1944, Van Fleet tornou-se comandante assistente da 2ª Divisão de Infantaria (Estados Unidos) (de julho a setembro de 1944), comandou brevemente a 4ª Divisão de Infantaria (Estados Unidos) (setembro a outubro de 1944), e em seguida assumiu o comando da 90ª Divisão de Infantaria "Tough Ombres" (outubro de 1944 a fevereiro de 1945), sendo promovido a major-general em novembro.
Ele conquistou a admiração de seus superiores, em especial do tenente-general George S. Patton, comandante do Terceiro Exército dos Estados Unidos, pelo desempenho no comando da 90ª Divisão.
Em 17 de março de 1945, após um breve comando no XXIII Corpo de Exército, Van Fleet substituiu o major-general John Millikin no comando do III Corpo de Exército, que atuava com o Terceiro Exército de Patton.
Van Fleet permaneceu no comando do III Corpo até o fim da guerra e durante a ocupação da Alemanha até seu retorno aos Estados Unidos, em fevereiro de 1946.

### Alemanha e Guerra Civil Grega
Van Fleet foi transferido para Governors Island, Nova Iorque, como comandante do 2º Comando de Serviço. Em junho de 1946, tornou-se comandante adjunto do 1º Exército dos Estados Unidos. Em dezembro de 1947, foi designado para Frankfurt, Alemanha Ocidental, como oficial G-3 (operações) do Comando Europeu dos Estados Unidos.
Em fevereiro de 1948, Van Fleet foi promovido a tenente-general e enviado para a Grécia como chefe do Grupo Conjunto de Assessoria Militar dos EUA e executor da Doutrina Truman. Teve papel decisivo no desfecho da Guerra Civil Grega, fornecendo assessoria ao governo grego, supervisionando 250 assessores militares norte-americanos e administrando US$ 400 milhões em ajuda militar.
A praça central da cidade de Kastoria, no norte da Grécia, abriga um busto de Van Fleet há muitos anos, que foi substituído por uma nova estátua em 2007.
Van Fleet foi comandante do Segundo Exército dos Estados Unidos de 10 de agosto de 1950 a 11 de abril de 1951.
Van Fleet foi transferido para Governors Island, Nova Iorque, como comandante do 2º Comando de Serviço. Em junho de 1946, tornou-se comandante adjunto do 1º Exército dos Estados Unidos. Em dezembro de 1947, foi designado para Frankfurt, Alemanha Ocidental, como oficial G-3 (operações) do Comando Europeu dos Estados Unidos.
Em fevereiro de 1948, Van Fleet foi promovido a tenente-general e enviado para a Grécia como chefe do Grupo Conjunto de Assessoria Militar dos EUA e executor da Doutrina Truman. Teve papel decisivo no desfecho da Guerra Civil Grega, fornecendo assessoria ao governo grego, supervisionando 250 assessores militares norte-americanos e administrando US$ 400 milhões em ajuda militar.
A praça central da cidade de Kastoria, no norte da Grécia, abriga um busto de Van Fleet há muitos anos, que foi substituído por uma nova estátua em 2007.
Van Fleet foi comandante do Segundo Exército dos Estados Unidos de 10 de agosto de 1950 a 11 de abril de 1951.

### Guerra da Coreia
Em 14 de abril de 1951, Van Fleet chegou à Coreia, substituindo o general Matthew B. Ridgway no comando do Oitavo Exército dos Estados Unidos e das forças das Nações Unidas. Em 31 de julho de 1951, foi promovido a general quatro estrelas. Ele comandou o Oitavo Exército dos Estados Unidos até 1953.
No início de 1951, Van Fleet propôs um desembarque anfíbio em Wonsan, atrás das linhas comunistas. No entanto, a repercussão política da remoção do general Douglas MacArthur levou Ridgway a vetar a operação.
Van Fleet teve um papel fundamental na reorganização do Exército da República da Coreia e na reativação da Academia Militar da Coreia (KMA), que hoje é considerada a principal academia militar do país. Inspirado por sua experiência anterior na Grécia, Van Fleet afirmou que desejava fazer pelo exército sul-coreano "o mesmo que fizemos pelas divisões gregas".
Em outubro de 1951, o Chefe do Estado-Maior do Exército da Coreia do Sul propôs a criação de uma academia com curso de quatro anos, inspirado em West Point. Um campus provisório foi estabelecido em Jinhae-gu, e três graduados de West Point foram designados para supervisionar o programa. A cerimônia de abertura ocorreu em 20 de janeiro de 1952.A academia tornou-se extremamente popular entre os sul-coreanos. O Chefe do Estado-Maior do Exército da Coreia, Lee Jong-chan, escreveu:

A Academia Militar da Coreia é a esperança do nosso povo... Estamos confiantes de nossa contribuição para a nova instituição, ao estabelecermos uma tradição honrosa e respeitável como a de sua academia militar na América. 5 de fevereiro de 1952, RG 319, Army Intelligence Project Decimal Files, 1951–52, Caixa 164, NA.
O Ministério da Defesa da Coreia do Sul chamou Van Fleet de "pai do Exército Coreano" em 2015, em reconhecimento às suas contribuições para a KMA e outras instituições. Uma estátua em sua homenagem foi erguida no campus da KMA em 31 de março de 1960.
Em abril de 1952, o filho de Van Fleet faleceu enquanto pilotava um bombardeiro B-26 sobre Haeju.

### Atividades após a Guerra da Coreia
Van Fleet comandou o Oitavo Exército dos Estados Unidos até 11 de fevereiro de 1953, quando foi sucedido pelo general Maxwell Taylor. Antes de deixar a Coreia, em um discurso realizado em 19 de janeiro de 1953 nos degraus do edifício do Capitólio coreano, Van Fleet declarou:

Eu voltarei. Vocês me tornaram parte de vocês. Sei que vocês são parte de mim. Não pedirei que me devolvam meu coração. Eu o deixo com vocês.
Ele aposentou-se do Exército no fim de março de 1953, aos 61 anos de idade.
Van Fleet apareceu no episódio de 26 de julho de 1953 do programa What's My Line?.
Após a guerra, Van Fleet dedicou-se a fortalecer os laços entre os Estados Unidos e a Coreia do Sul. Ele foi presidente da American-Korean Foundation (AFK) na década de 1950.
Em 1957, foi um dos cinco signatários do Certificado de Constituição da The Korea Society, a primeira organização sem fins lucrativos nos Estados Unidos dedicada à promoção das relações amistosas entre os povos dos EUA e da Coreia.
Em maio de 1962, a convite do presidente sul-coreano Park Chung Hee, Van Fleet voltou à Coreia. Ele retornou aos Estados Unidos em 1º de junho de 1962, e fez um discurso intitulado "O Milagre no Han", no qual afirmou:
Estive na Coreia muitas vezes, e em cada uma delas fui agradavelmente surpreendido pela força de trabalho habilidosa, trabalhadora e inteligente. Desta vez, encontrei-a bem organizada e dedicada. O governo militar trouxe segurança, estabilidade, progresso e um renascimento moral. É isso que chamo de “O Milagre no Han”.

[...] Não esquecerei tão cedo a beleza de suas montanhas e vales, os sorrisos e vozes das suas crianças, a hospitalidade e calor de seus lares. Esta é a minha outra casa, e eu voltarei.— Discurso "O Milagre no Han" Reunião-almoço no Los Angeles World Affairs Council, 1 de junho de 1962, VFPF, Van Fleet Foundation, Hobe Sound, FL, pp. 10–11.

## Falecimento
Van Fleet faleceu enquanto dormia, em seu rancho nos arredores de Polk City, Flórida, em 23 de setembro de 1992, seis meses após completar 100 anos, em março daquele ano. Na época de sua morte, era o general vivo mais velho do Exército dos Estados Unidos.
Van Fleet e sua esposa, Helen, estão sepultados no Cemitério Nacional de Arlington. Também está enterrada com eles a segunda esposa de Van Fleet, Virginia, falecida em 1986.

## Vida pessoal
Van Fleet foi casado com Helen Moore Van Fleet, com quem teve três filhos, oito netos e doze bisnetos. Seu único filho, James Alward Van Fleet Jr., morreu durante a Guerra da Coreia. Van Fleet também foi colecionador de arte e doou muitas peças raras e excepcionais da arte asiática ao Museu de Arte Samuel P. Harn, da Universidade da Flórida.